# Lilaste
Lilaste – wieś na Łotwie, w krainie Liwonia, w novadsie Ādaži. Według danych na rok 2012, w miejscowości mieszkały 162 osoby.
Znajduje się tu stacja kolejowa Lilaste, położona na linii Ryga – Skulte.